# Брюс, Роман Вилимович
Ро́берт Брюс (русифицированный вариант имени — Рома́н Ви́лимович Брюс; 1668 — 1720) — российский генерал-лейтенант (1713) шотландского происхождения, второй обер-комендант Петербурга, старший брат Якова Брюса, участник Северной войны (1700—1721).

## Биография
Получил отличное домашнее по тому времени образование. В 1683 году записался в «потешные войска» Петра I, в 1695 году получил чин капитана и роту Преображенского полка. В том же и следующем годах участвовал в Азовских походах и, вероятно (точных сведений нет), сопутствовал Петру в его заграничном путешествии (1697—1698).
В 1700 году сформировал солдатский полк в составе войск Новгородского разряда в чине полковника, с которым участвовал в битве при Нарве.
В 1702 году находился при осаде и взятии Нотебурга, в 1703 году участвовал во взятии Ниеншанца и заложении Санкт-Петербурга. 19 мая 1704 года назначен обер-комендантом Санкт-Петербурга, получил чин генерал-майора. В этой должности многое сделал и для устройства города, пользуясь для этого частыми отлучками Петербургского губернатора А. Д. Меншикова, и для защиты города: в летние кампании 1704 и 1705 годов дважды успешно отразил нападения шведского корпуса под командованием генерала Г. Ю. Майделя на Санкт-Петербург и содействовал отражению одновременных нападений шведской эскадры на остров Котлин.
Кроме того, Брюс выступал из Петербурга с своими отрядами для осады соседних шведских городов, однако его попытка в 1706 году овладеть Выборгом (под началом царя) окончилась неудачей.
С 1708 года, когда из Москвы был командирован для охраны Петербурга адмирал Ф. М. Апраксин, Р. Брюс является самым деятельным его помощником. Осенью того же года он помогает Апраксину нанести поражение шведскому генералу Георгу Либекеру, направленному для возвращения Ингерманландии и срытия Петербурга. В 1710 году (с марта по июнь) участвует в осаде и взятии Выборга, за что награждён поместьями. Июль, август и первую неделю сентября был занят покорением Кексгольма во главе отдельного отряда (3 драгунских полка 2 пехотных полка, 25 осадных орудий), который ему сдался на капитуляцию 8 сентября, не выдержав начавшейся с 7 августа непрерывной массированной бомбардировки крепости. Этот подвиг доставил Брюсу звание генерал-лейтенанта. В 1713 г. он руководил полком в успешном бою на р. Пялькане (Пелкина) в Финляндии (под общим командованием Ф. М. Апраксина).[militera.lib.ru/h/rostunov_ii2/04.html]
Последующие годы, вплоть до самой смерти, он посвятил исключительно устройству города Петербурга и занятиям, сопряжённым со званием обер-коменданта.
Назначенный в 1719 году членом военной коллегии, он недолго исполнял эту обязанность: в 1720 году он скончался, на 53 году жизни. Похоронен внутри Петропавловской крепости, возле собора, напротив алтаря.

## Достижения
Главнейший памятник трудов Р. В. Брюса в звании обер-коменданта — каменная Петропавловская крепость, построенная под его руководством вместо прежней земляной. Его же содействию обязана своим основанием первая в Санкт-Петербурге евангелическая церковь Святой Анны.

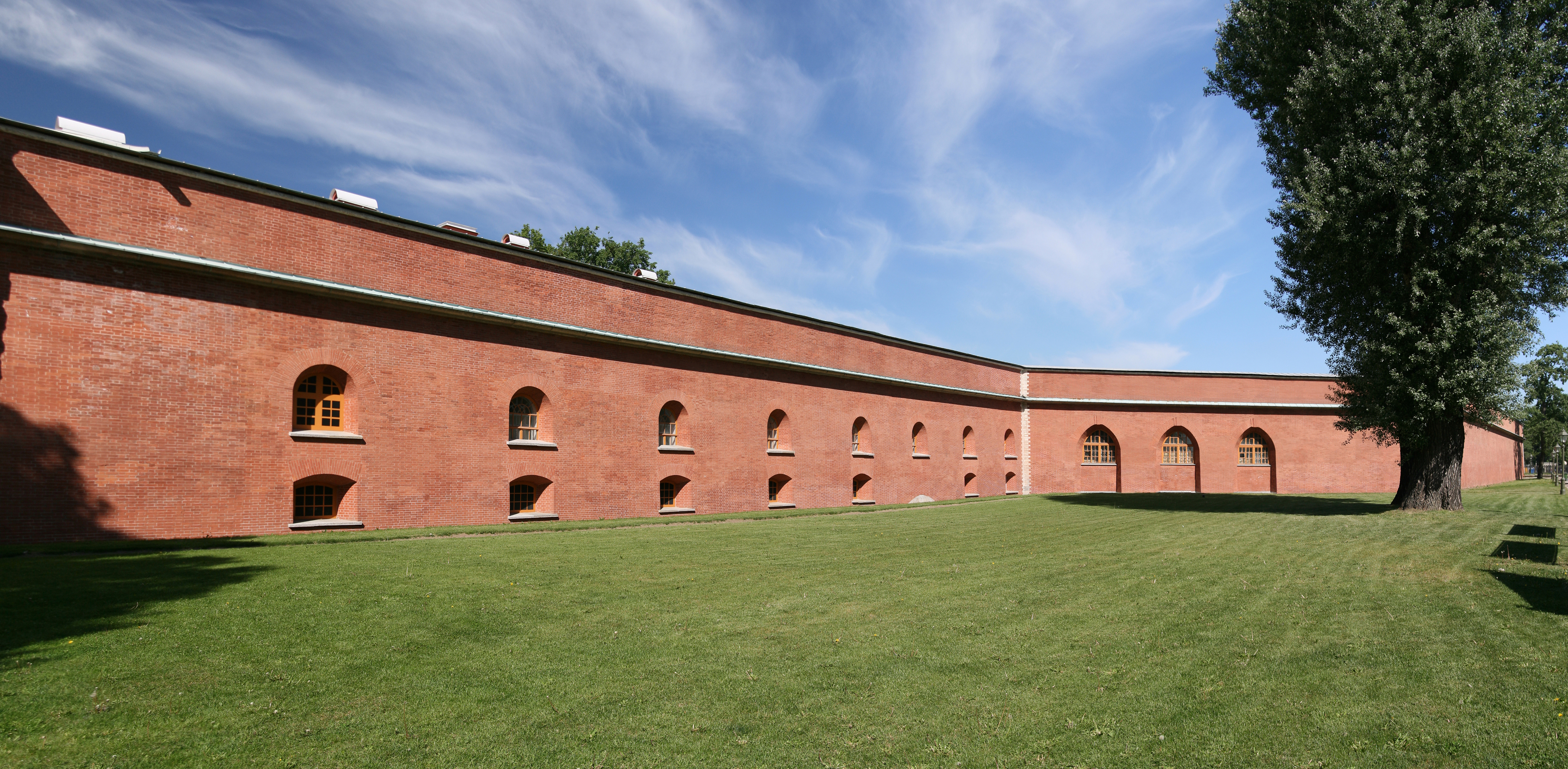
Петровская куртина Петропавловской крепости

## Потомство
Ввиду бездетности младшего брата, удостоенного в 1721 г. графского титула, все последующие русские графы Брюсы происходят именно от Романа Вилимовича, который был женат на Сарре-Элеоноре, вдове полковника Вестгофа. Оставил двух дочерей и сына:
- Наталия Катарина (Наталья Романовна, ум. 1761), 1-й муж Родион-Феликс Боур (1706-33), сын Р. Х. Боура; 2-й муж (приблизительно с 1741 г.) генерал-майор Иоганн-Людвиг (Иван Иванович) Альбрехт (1694?-1758?), прадед К. И. Альбрехта, владелец имения Котлы.
- Доротея Елизавета (Дарья Романовна; 1714-1762), жена графа Виллима Виллимовича Фермора (1702-1771), генерал-квартирмейстера.
- Александр (1708—52), крестник А. Д. Меншикова, вторым браком женился на княжне Екатерине Алексеевне Долгорукой (которая предназначалась отцом в жёны Петру II). От предыдущего брака у Александра был сын Яков (1732—91), последний граф Брюс.